# Richard Suchenwirth
Richard Franz Josef Suchenwirth, bürgerlicher Name bis 21. Juni 1922: Richard Suchanek (* 8. Oktober 1896 in Wien; † 15. Juni 1965 in Herrsching am Ammersee) war ein Historiker und Mitbegründer der österreichischen NSDAP.

## Leben
Richard Suchenwirth studierte in Wien Geschichte und Germanistik, promovierte 1920 und war danach Mittelschullehrer. Bereits 1923/24 fungierte er nacheinander als Herausgeber der nationalsozialistischen Monatszeitschriften Mutterland und Das Hakenkreuz. Zu seiner Hochzeit erhielt Suchenwirth am 17. Mai 1924 ein Glückwunschschreiben von Julius Streicher.
Am 4. Mai 1926 gründete Suchenwirth in den Wiener Sofiensälen den Nationalsozialistischen Deutschen Arbeiterverein, der sich zur Unterscheidung von den anderen nationalsozialistischen Gruppierungen in Österreich den Zusatz „Hitlerbewegung“ gab. Die Gründung dieser Partei besiegelte endgültig die Spaltung der österreichischen Nationalsozialisten, die vor der Frage standen, ob sie den im Wesentlichen demokratisch-parlamentarischen Kurs, für den der DNSAP-Parteichef Karl Schulz als Nachfolger Walter Riehls eintrat, oder aber den revolutionär-außerparlamentarischen Kurs Adolf Hitlers befolgen sollten. Die Mehrheit der österreichischen Nationalsozialisten schloss sich Suchenwirths neuer Partei an, die seit August 1926 die Bezeichnung NSDAP-Hitlerbewegung führte und sich dem „Führer“ bedingungslos unterstellte. Die Ablösung der DNSAP unter Schulz durch die „Hitlerbewegung“ Suchenwirths wurde interpretiert als

„das Ende einer demokratischen, sozialreformerischen Partei und die Aufgabe einer staatstreuen Gesinnung zur österreichischen Republik. Der Monopolanspruch Hitlers führte zu einer organisatorischen Abhängigkeit der österreichischen Nationalsozialisten, aber auch zur Übertragung der gesamten Mentalität, Ideologie, Programmatik und Methodik des Kampfes der deutschen NSDAP gegen die Weimarer Republik auf Österreich.“

Suchenwirths Eintrittsdatum in die neue Partei war der 17. Mai 1926 (Mitgliedsnummer 51.929); von 1927 bis 1931 trat er vorübergehend wieder aus der NSDAP aus.
Suchenwirth setzte sich auch innerhalb der Lehrerschaft für die NSDAP ein und gründete den NS-Lehrerbund in Österreich, dessen Landesführer er von 1931 bis 1934 war. Er führte zudem die Fraktion der Nationalsozialisten im Stadtschulrat für Wien und wurde 1932 von der Partei als Abgeordneter in den Wiener Landtag und Gemeinderat gewählt. Nach dem Verbot der Partei in Österreich war er ab 1934 illegal aktiv, hielt sich in Eichgraben im Wienerwald auf und wurde zeitweilig im Anhaltelager Wöllersdorf inhaftiert. In dieser Zeit verfasste und publizierte er die Deutsche Geschichte, eine historische Monographie aus großdeutscher Perspektive, die in den 1930er Jahren in einer Auflage von mehreren hunderttausend Exemplaren verbreitet wurde. Suchenwirth lässt das nationalistische und auch antisemitische Werk mit einem Hochleben Adolf Hitlers, der Rasse und des Dritten Reiches enden.
Im Juni 1934 flüchtete Suchenwirth nach Deutschland, wo er als SA-Standartenführer in der Österreichischen Legion und bis Anfang 1936 als Geschäftsführer der Reichsschrifttumskammer aktiv war, und wurde schließlich aus Österreich ausgebürgert. Von 1938 bis 1945 war er Mitglied des Deutschen Reichstags, hatte aber nur geringen politischen Einfluss. Ende Januar 1942 stieg er noch zum SA-Brigadeführer auf.
Von 1936 bis 1943 war er Rektor der Lehrerhochschule Pasing bzw. München-Pasing („Hans Schemm-Hochschule“), seit 1938 auch Honorarprofessor für Geschichte des Deutschtums im Südosten an der Universität München. Hier wurde er 1943 zum außerordentlichen Professor auf den neu errichteten Lehrstuhl für Deutsche Geschichte mit besonderer Berücksichtigung  des Deutschtums im Südosten berufen.
Nach dem Zweiten Weltkrieg wurde er wegen seiner NS-Verstrickungen von den Alliierten für drei Jahre interniert, anschließend war er wieder Lehrer an einer Privatschule in Düsseldorf und freier Mitarbeiter der Historical Division des U.S. War Department zur Erforschung der Geschichte des Luftkriegs.

## Werke
- Vom Ersten zum Dritten Reich. Quelle und Meyer, Leipzig 1933.
- Zwölf Schicksalsgestalten der deutschen Geschichte. R. Voigtländer, Leipzig 1933.
- Deutsche Geschichte: Von der germanischen Vorzeit bis zur Gegenwart. Georg Dollheimer, Leipzig 1934 (erschien nahezu jährlich in Neuauflagen bis zumindest 1942)
- Das tausendjährige Österreich. Bruckmann, München 1937.
- Das Buch von der deutschen Ostmark. Georg Dollheimer, Leipzig 1938.
- Europas letzte Stunde? Ein Beitrag der Geschichte zum europäischen Problem. Sponholtz, Hannover 1950.
- Historical Turning Points in the German Air Force War Effort. Arno Press, New York 1968
- The Development of the German Air Force, 1919-1939. Arno Press, New York 1970
- Command and Leadership in the German Air Force. Arno Press, New York 1971
- Der deutsche Osten: Aufstieg u. Tragödie. Türmer-Verlag, Berg am Starnberger See 1973.
- Richard M. A. Suchenwirth (Hrsg.): Maria Theresia. Ein Kaiserleben. Druffel-Verlag, Leoni am Starnberger See 1978; Reprint Verlag Holzminden 2003.

## Teilnachlass
- Institut für Zeitgeschichte München – Berlin (IfZ) - Archiv. Signatur ED 420 PDF-Datei 226 kB